# Fort d’Emines
Fort d’Emines – mały, trójkątny fort pancerny, projektu gen. Brialmonta, będący częścią pierścienia fortów twierdzy Namur (fr. Region Fortifiee de Namur). 
Fort położony na wzgórzu o wys. 190 m n.p.m., 5 km od Namur, między liniami kolejowymi do Brukseli i do Tienen, a 2 km od drogi do Leuven, krył ogniem swoich dział te trzy linie komunikacyjne, broniąc ich wspólnie z odległym 4,7 km fortem de Suarlée i z oddalonym o 4,15 km fortem de Cognelée, oraz międzypola i drogi komunikacyjne między tymi fortami.
Trójkątny w kształcie fort o prostej linii koszar szyjowych; fosa, broniona przez zdwojoną kaponierę rewersową (czyli umieszczoną w przewskarpie) umieszczoną przy zbiegu fos, po przeciwnej stronie fortu niż brama główna; ta kaponiera uzbrojona była w dwie pary armat kal. 57 mm. 4 takie działa w kaponierze rewersowej na skrzydle broniły fosy szyjowej, a ostatnie umieszczone było w blokhauzie przy bramie (strona fortu podaje łącznie 6, a nie 8 dział w kaponierach). Do obrony bliskiej służyły ponadto 3 armaty tego samego kalibru, umieszczone w obrotowych, wysuwanych wieżach pancernych na masywnym bloku centralnego schronu; na bloku zamontowany był też silny reflektor w wysuwanej, pancernej kopule.

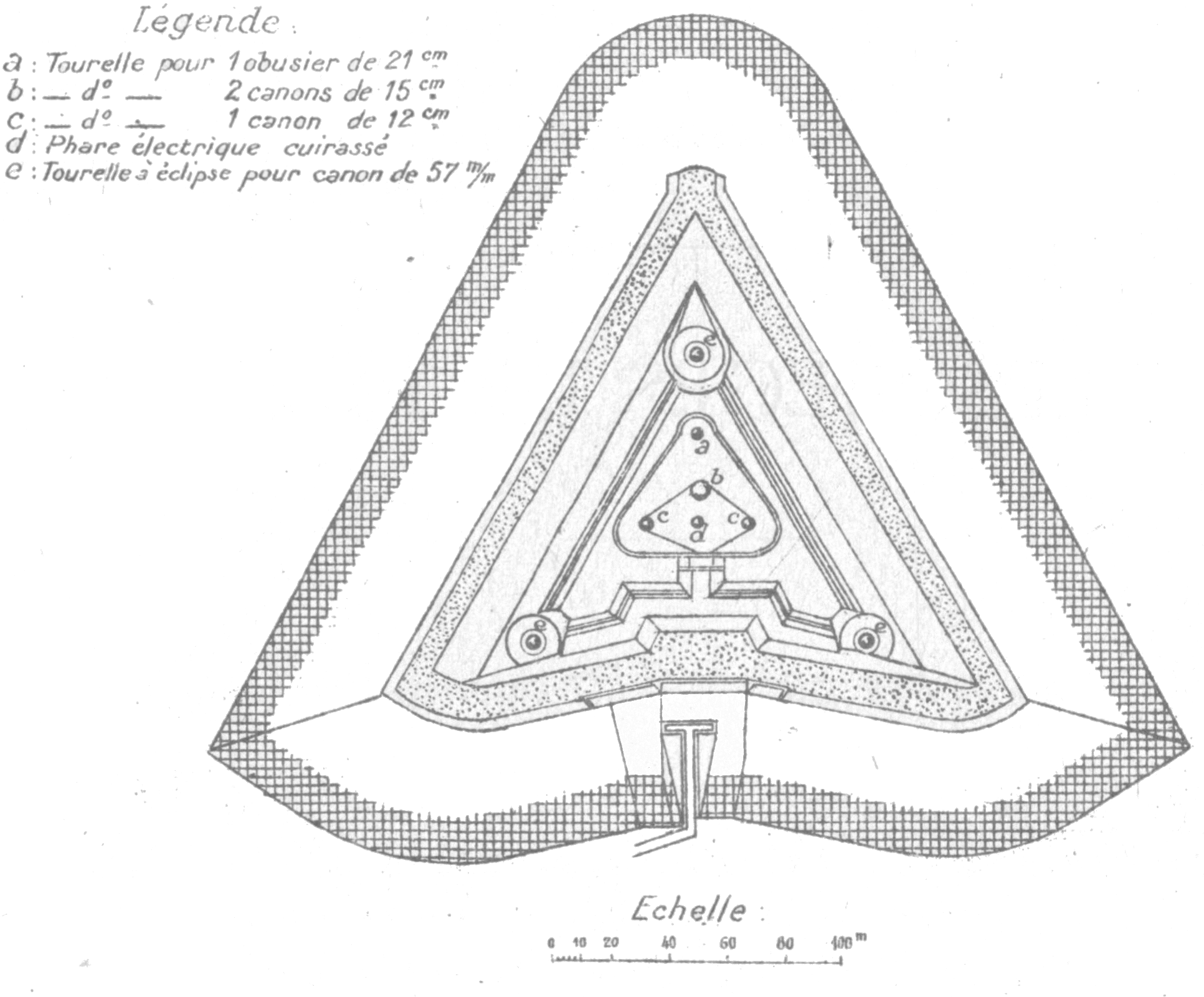
Mały, pancerny fort d’Évegnée z Liège. Fort d’Emines różnił się jedynie prostą pierzeją koszar szyjowych, bronioną przez kaponiery w rogu fosy.
Legenda:
a) wieża haubicy 210 mm
b) wieża dwóch dział 150 mm
c) wieża działa 120 mm
d) wysuwany, opancerzony reflektor
e) wysuwane kopuły dział 57 mm

Na dachu schronu centralnego znajdowały się także 4 kopuły dział obrony dalekiej: w przedniej części jedna wieża z parą armat 150 mm, na skrzydłach dwie wieże z pojedynczą armatą 120 mm, do prowadzenia ognia bezpośredniego. W części centralnej znajdowała się kopuła haubicy 210 mm, do ognia pośredniego. Działa 150 mm M.1886 produkcji Kruppa, o długości lufy 3,8m i kącie podniesienia luf od -2° do +25°, miały zasięg 8,5 km. Wieża o średnicy 4,8m miała masę 224 ton i 25-osobową załogę (wraz z żołnierzami dostarczającymi amunicję z magazynów itp.). Wieża dział 120 mm miała taką samą średnicę i załogę, ale była lżejsza (188 ton). Armaty M. 1889, o długości lufy 3 i kącie podniesienia od -3° do +25°, strzelały na 8 km. Haubica 210 mm M.1889 Kruppa, o lufie 2,5 m i kącie podniesienia od -5° do +35° (zasięg ognia pośredniego 6,9 km), umieszczona była w mniejszej (3,6 m) i lżejszej (100 ton) wieży o 13-osobowej załodze. Lekkie działa 57 mm M.1889 Nordenfeldta miały lufy 1,5 m, kąt podniesienia od -8° do +10°, zasięg 300 m, a ich kopuły o średnicy 2,1 m i wadze 34 ton obsługiwało 6 ludzi.
Artyleria fortu była zgrupowana w 7. baterię artylerii fortecznej. Załogę artyleryjską tworzyło 5 oficerów i 269 podoficerów i żołnierzy (w tym służby pomocnicze i techniczne); ponadto w forcie stacjonował oddział piechoty w sile 82 żołnierzy pod dowództwem jednego oficera.
Podczas niemieckiego ataku na miasto fort wszedł do akcji popołudniem 23 sierpnia, gdy Niemcy podciągnęli oddziały do niedalekiego lasu Frizet. Dwie baterie moździerzy 210 i 305 mm próbowały stłumić ogień dział fortu skierowany przeciwko kolumnom piechoty posuwającym się wzdłuż szosy leuveńskiej, co przyniosło pewne efekty: jedna wieża działa 120 mm została uszkodzona, a załogi drugiej, oraz wieży dział 150 mm musiały wstrzymać ostrzał, bo kopuły wypełniły trujące gazy, ale ok. godz. 18 fort wciąż aktywnie osłaniał oddziały belgijskie wycofujące się drogą koło fortu. 24 sierpnia fort ostrzeliwały dwie baterie moździerzy 305 mm i jedna 420 mm. Mając zniszczone trzy z czterech dużych wież artyleryjskich i dwie z trzech małych, dowódca fortu, kpt. Lalemmond, zdecydował o zniszczeniu reszty sprzętu i poddaniu się o godz 16.30. Według źródeł niemieckich fort ostrzeliwały wyłącznie baterie kal. 210 mm, wystrzeliwując 1196 granatów.
W okresie międzywojennym fort nie był modernizowany, służył jako skład amunicji.